# Jastew
Jastew – wieś w Polsce, położona w województwie małopolskim, w powiecie brzeskim, w gminie Dębno.
W latach 1975–1998 miejscowość administracyjnie należała do województwa tarnowskiego.
W roku 2021 we wsi mieszkało 510 osób, z czego 53,5% mieszkańców stanowią kobiety, a 46,5% mężczyźni
Północne krańce wsi leżą przy drodze krajowej nr 94, pozostała część miejscowości zajmuje dolinę potoku Jastwianka oraz okoliczne wzgórza na północno-wschodnim krańcu Pogórza Wiśnickiego.

## Integralne części wsi
| SIMC    | Nazwa      | Rodzaj    |
| ------- | ---------- | --------- |
| 0818960 | Kąty       | część wsi |
| 0818976 | Krzemionka | część wsi |
| 0818982 | Na Lesisku | część wsi |
| 0818999 | Wygoda     | część wsi |
| 0819007 | Zalesie    | część wsi |

## Historia
Jedna z najmłodszych wsi klucza dębińskiego, powstała najpóźniej, bo dopiero w drugiej połowie XVII lub w początkach XVIII wieku, powołana do życia przez magnacki ród Tarłów wobec rosnącego popytu na płody rolne na zachodzie Europy. Folwarki na jej terenie były wykorzystywane przez panów zamku w Dębnie do II wojny światowej. Jan Jastrzębski w 1939 roku marzył o przeistoczeniu lasu jastewskiego w piękny park zdrojowy dla kuracjuszy leczących się solankami w Woli Dębińskiej.

## Najstarsza osika w Polsce
Na terenie Jastwi rośnie znajdująca się na obszarze Nadleśnictwa Okocim ponad 160-letnia topola osika o obwodzie pnia 497 cm. Jest to najstarszy i najgrubszy okaz tego gatunku w Polsce oraz prawdopodobnie także na świecie.

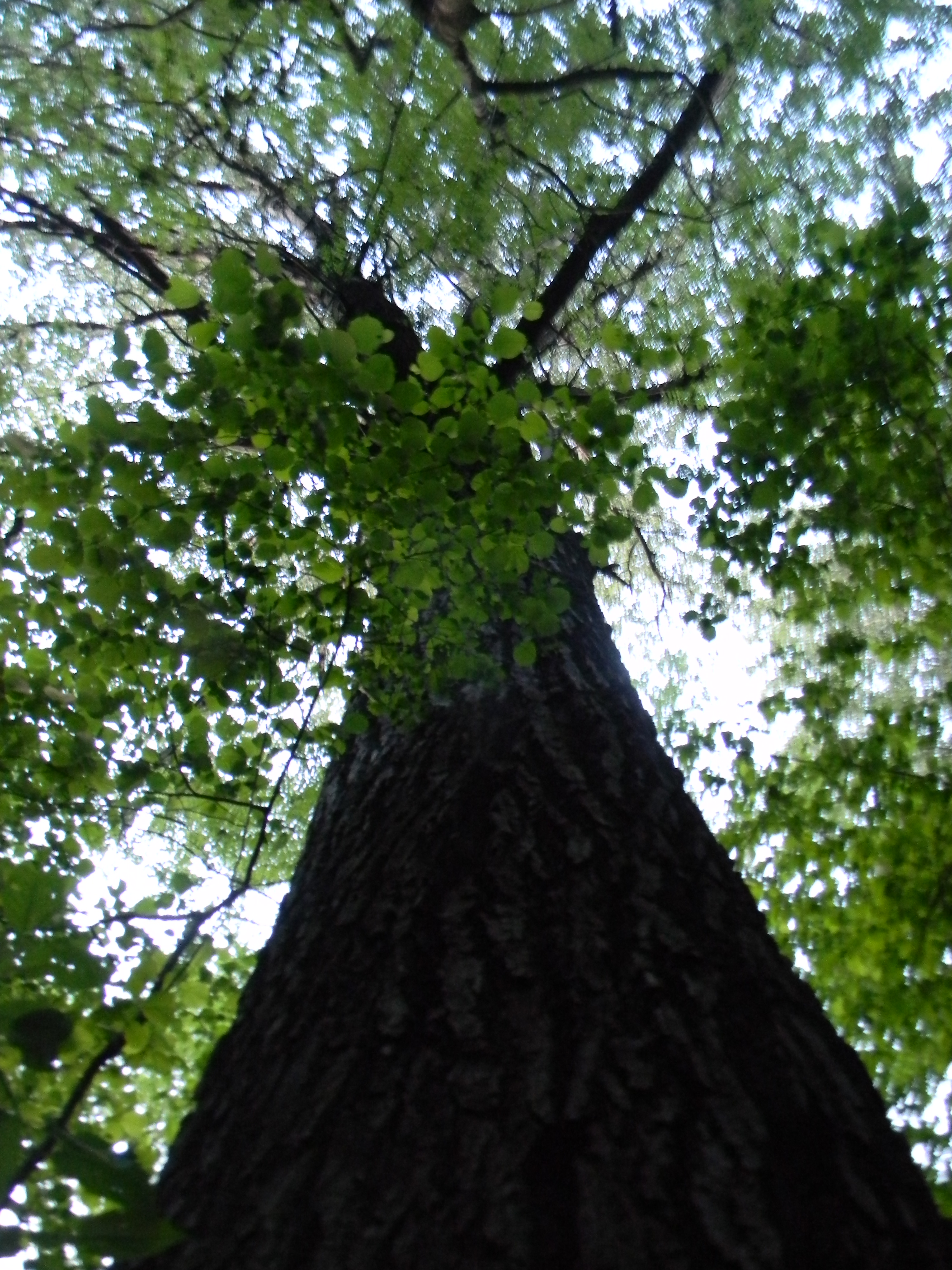
Osika z Jastwi - najstarszy okaz w kraju

Zobacz: Topola osika z Jastwi